# Michal Krčmář
Michal Krčmář, né le 23 janvier 1991 à Vrchlabi, est un biathlète tchèque. Il est médaillé d'argent olympique du sprint en 2018.

## Biographie
Après des débuts internationaux effectués en 2009, ses premiers résultats interviennent aux Championnats d'Europe junior 2011 à Ridnaun, où il est deux fois médaillé de bronze.
Il est médaillé d'argent aux Championnats du monde junior 2012 en relais, juste après son premier départ en Coupe du monde à Kontiolahti. Il marque ses premiers points dans cette compétition en fin d'année 2013 au sprint d'Annecy (23e).
Il prend part aux Jeux olympiques d'hiver de 2014, où il est 60e de l'individuel. Durant la saison 2015-2016, il se rapproche des podiums en entrant dans le top dix deux fois à Ruhpolding dont une cinquième place. Il finit ensuite cinquième de l'individuel des Mondiaux d'Oslo.
Il monte sur son premier podium en Coupe du monde le 15 janvier 2017 lors de la poursuite de Rupholding, derrière le Français Martin Fourcade et le Norvégien Emil Svendsen.
En 2018, il est vice-champion olympique du sprint avec un saut faute au tir derrière Arnd Peiffer.
Aux Championnats du monde 2020, il décroche la médaille de bronze sur l'épreuve du relais.
Il monte de nouveau sur un podium individuel aux Championnats d'Europe 2021 à Duszniki-Zdrój, où il gagne la médaille d'argent à la poursuite.
Le 12 février 2025, en ouverture des championnats du monde à Lenzerheide, il obtient la médaille d'argent du relais mixte en compagnie de Jessica Jislová, Tereza Voborníková et Vítězslav Hornig.
Son père Daniel, aussi biathlète, a représenté la Slovaquie.

## Palmarès

### Jeux olympiques
| Édition / Épreuve | Individuel | Sprint                             | Poursuite | Mass start | Relais | Relais mixte |
| ----------------- | ---------- | ---------------------------------- | --------- | ---------- | ------ | ------------ |
| Sotchi 2014       | 60e        | —                                  | —         | —          | 11e    | —            |
| Pyeongchang 2018  | 7e         | Médaille d'argent, Jeux olympiques | 30e       | 26e        | 7e     | 8e           |
| Pékin 2022        | 59e        | 16e                                | 34e       | 21e        | 19e    | 12e          |

Légende :
- : première place, médaille d'or.
- : deuxième place, médaille d'argent.
- : troisième place, médaille de bronze.
- — : non disputée par Krcmar

### Championnats du monde
| Édition / Épreuve       | Individuel | Sprint | Poursuite | Mass start | Relais | Relais mixte              | Relais mixte simple              |
| ----------------------- | ---------- | ------ | --------- | ---------- | ------ | ------------------------- | -------------------------------- |
| Nove Mesto 2013         | —          | —      | —         | —          | 6e     | —                         | Épreuve inexistante à cette date |
| Kontiolahti 2015        | —          | 59e    | 57e       | —          | 6e     | —                         | Épreuve inexistante à cette date |
| Oslo 2016               | 5e         | 24e    | 22e       | 22e        | 5e     | 6e                        | Épreuve inexistante à cette date |
| Hochfilzen 2017         | 6e         | 61e    | —         | 22e        | 10e    | 7e                        | Épreuve inexistante à cette date |
| Östersund 2019          | 23e        | 44e    | 25e       | 28e        | 4e     | 6e                        | —                                |
| Antholz-Anterselva 2020 | 23e        | 39e    | 27e       | —          | 13e    | Médaille de bronze, monde | 14e                              |
| Pokljuka 2021           | 27e        | 11e    | 22e       | 26e        | 13e    | 11e                       | —                                |
| Oberhof 2023            | 8e         | 14e    | 19e       | 27e        | 4e     | 5e                        | 14e                              |
| Nové Město 2024         | 26e        | 19e    | 18e       | 24e        | 7e     | 14e                       | —                                |
| Lenzerheide 2025        | 8e         | 23e    | 23e       | 23e        | 6e     | Médaille d'argent, monde  | —                                |

Légende :
- : deuxième place, médaille d'argent
- : troisième place, médaille de bronze
- : pas d'épreuve
- — : non disputée par Krcmar

### Coupe du monde
- Meilleur classement général : 13e en 2023.
- 4 podiums :
  - 2 podiums individuels : 1 deuxième place et 1 troisième place[4].
  - 2 podiums en relais mixte : 1 deuxième place et 1 troisième place.

Dernière mise à jour le 12 février 2025

#### Détail des classements
| Saison    | Classement général final | Classement de l'individuel | Classement du sprint | Classement de la poursuite | Classement de la mass start |
| 2011-2012 | nc                       |                            | nc                   |                            |                             |
| 2012-2013 | nc                       |                            | nc                   |                            |                             |
| 2013-2014 | 82e                      | nc                         | 68e                  | nc                         |                             |
| 2014-2015 | 51e                      | 47e                        | 58e                  | 39e                        |                             |
| 2015-2016 | 23e                      | 11e                        | 28e                  | 24e                        | 25e                         |
| 2016-2017 | 17e                      | 12e                        | 29e                  | 13e                        | 15e                         |
| 2017-2018 | 29e                      | 16e                        | 42e                  | 29e                        | 21e                         |
| 2018-2019 | 21e                      | 23e                        | 20e                  | 26e                        | 19e                         |
| 2019-2020 | 21e                      | 34e                        | 24e                  | 21e                        | 20e                         |
| 2020-2021 | 23e                      | 24e                        | 23e                  | 22e                        | 28e                         |
| 2021-2022 | 28e                      | 14e                        | 31e                  | 21e                        | 20e                         |
| 2022-2023 | 13e                      | 9e                         | 9e                   | 14e                        | 9e                          |
| 2023-2024 | 28e                      | 19e                        | 30e                  | 31e                        | 27e                         |
| 2024-2025 | 29e                      | 26e                        | 27e                  | 29e                        | 31e                         |

### Championnats du monde junior
- Médaille d'argent du relais en 2012.

### Championnats d'Europe
- Médaille d'argent de la poursuite en 2021.

### Championnats d'Europe junior
- Médaille de bronze du sprint en 2011.
- Médaille de bronze de la poursuite en 2011.